# Ямобур

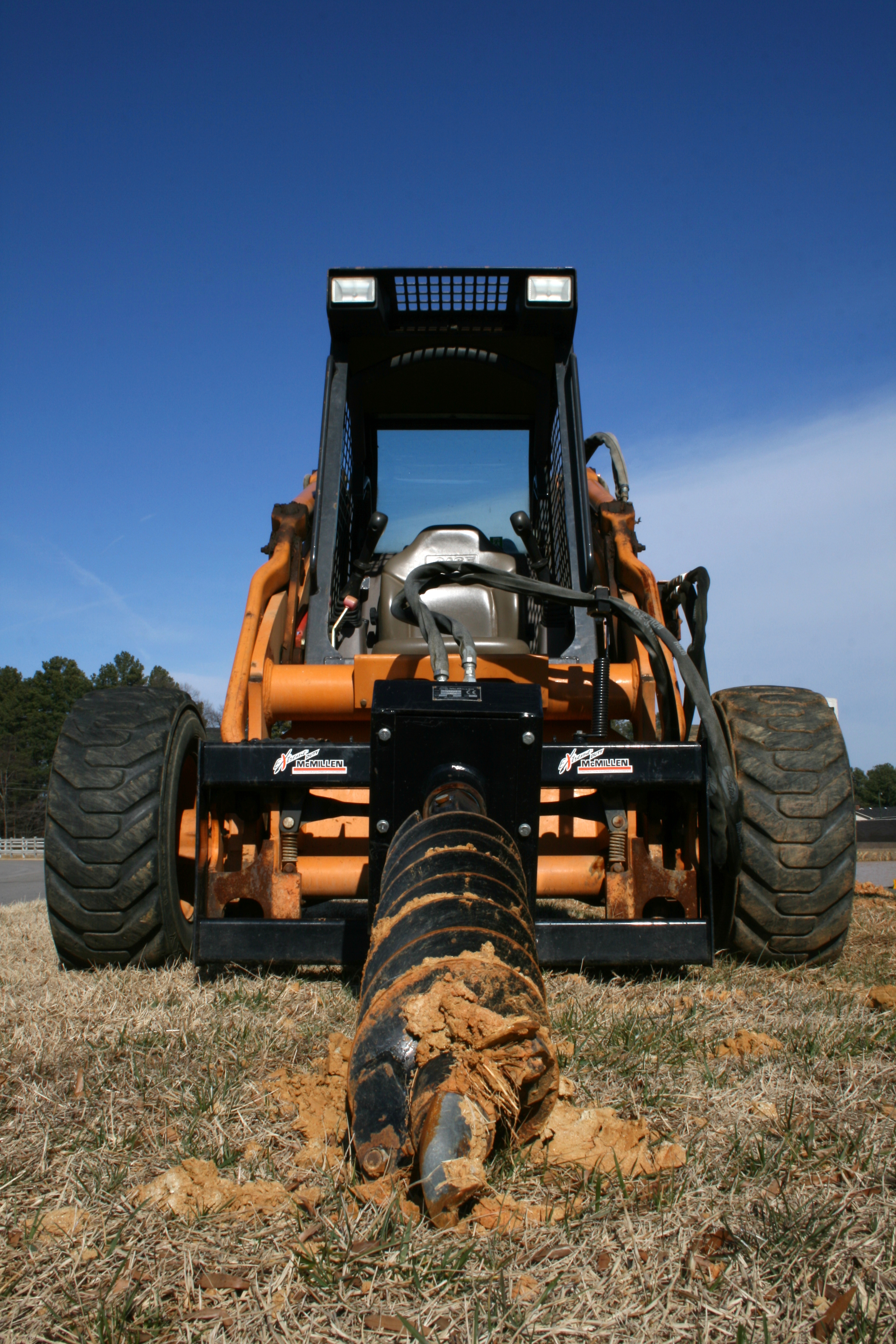
Ямобур

Ямобур — это механизм, предназначенный для рытья в земле неглубоких ям, скважин, отверстий и лунок цилиндрической формы. Ямобуры существенно облегчают и ускоряют работы, замещая физически сильных людей, в связи с чем активно используются во многих сферах хозяйственной деятельности — для рытья ям, под посадку саженцев, установку столбов, опор мостов и прочих устанавливаемых и крепящихся в земле преимущественно вертикальных конструкций.

## История
Первый ямобур был сконструирован в СССР. В 1945-м году в честь победы в Великой Отечественной войне. Власти г. Горького (ныне — Нижний Новгород) решили высадить вокруг города 10 000 плодовых деревьев. В связи с нехваткой рабочих рук процесс было необходимо механизировать, и Горьковскому автозаводу было поручено разработать оборудование, которое могло бы облегчить рытьё ям под посадку деревьев. Основой для первого в мире самоходного ямобура стали серийный автомобиль ГАЗ-67 и цилиндры от пушек ЗИС-3.

## Виды ямобуров
На сегодняшний день существует достаточно много типов и видов ямобуров, различающихся не только по габаритам, но и по глубине и мощности бурения.

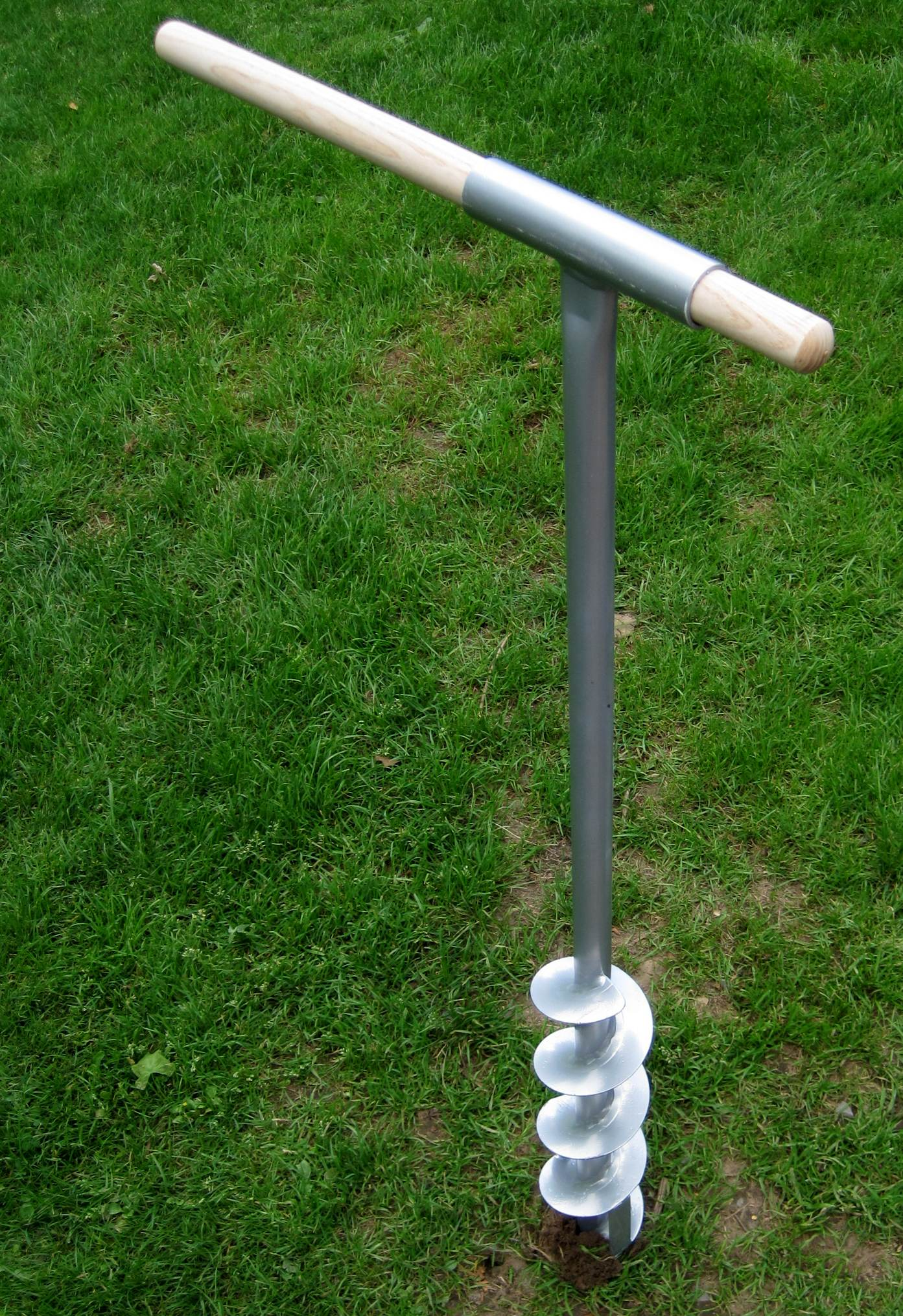
Ручной бытовой ямобур

Ручные ямобуры выглядят как стальные столбы, у которых внизу находится винтовая лопасть и заостренный наконечник. Такие ямобуры активно используются при благоустройстве загородных участков — с их помощью удобно выкапывать ямы для шпунтового ограждения котлована, столбов заборов и ограждений, мачт освещений, под посадку саженцев плодовых и прочих культур, бурения неглубоких скважин для системы водоснабжения. Кроме того, они активно используются геодезическими фирмами для изыскательских работ, получения геологических данных и водоразведки — поисковых работ по обнаружению водоносных пластов, залегающих на небольшой глубине. В зависимости от типа работы можно применять различные лопастные буры. Ручные ямобуры используются там, где для машинных буровых установок не хватает площади для работы, тем не менее, с помощью бытовых сборно-разборных ямобуров можно бурить скважины глубиной до 5 метров. Ручной ямобур состоит из основной станины и станины с ползунами для мотора-редуктора, шнека (стержня с винтовой гранью, работающего по принципу сверла) со штангами бурового типа, реверсивного электродвигателя, редуктора, лебёдки, кабеля и дистанционного пульта управления. Ручной ямобур удобен и компактен — для работы с ним достаточно 1-2 человек, для перевозки — прицепа легкового автомобиля. Изготавливаются ручные ямобуры из особой стали, которая покрывается порошковой эмалью. Шнековые насадки, которые могут быть диаметром от 8 до 45 см, для легкости бурения и подъема грунта могут быть оборудованы секаторами.
Шнековые ямобуры могут быть разборными или неразборными. Неразборные шнековые ямобуры имеют длину около 2 метров и диаметром шнека 25 см. Разборные шнековые ямобуры имеют длину около 2,5 метров и диаметром шнека 18 см и состоят из нескольких частей: — основной части с лопастью винтового типа на конце (общая длина — 1,5 метра); — удлинительной части, которая имеет 1 метр в длину; — съемной рукояти. В винтовой лопасти ручного ямобура находится режущая кромка из твердых сплавов, значительно увеличивающая сроки работы ямобура.

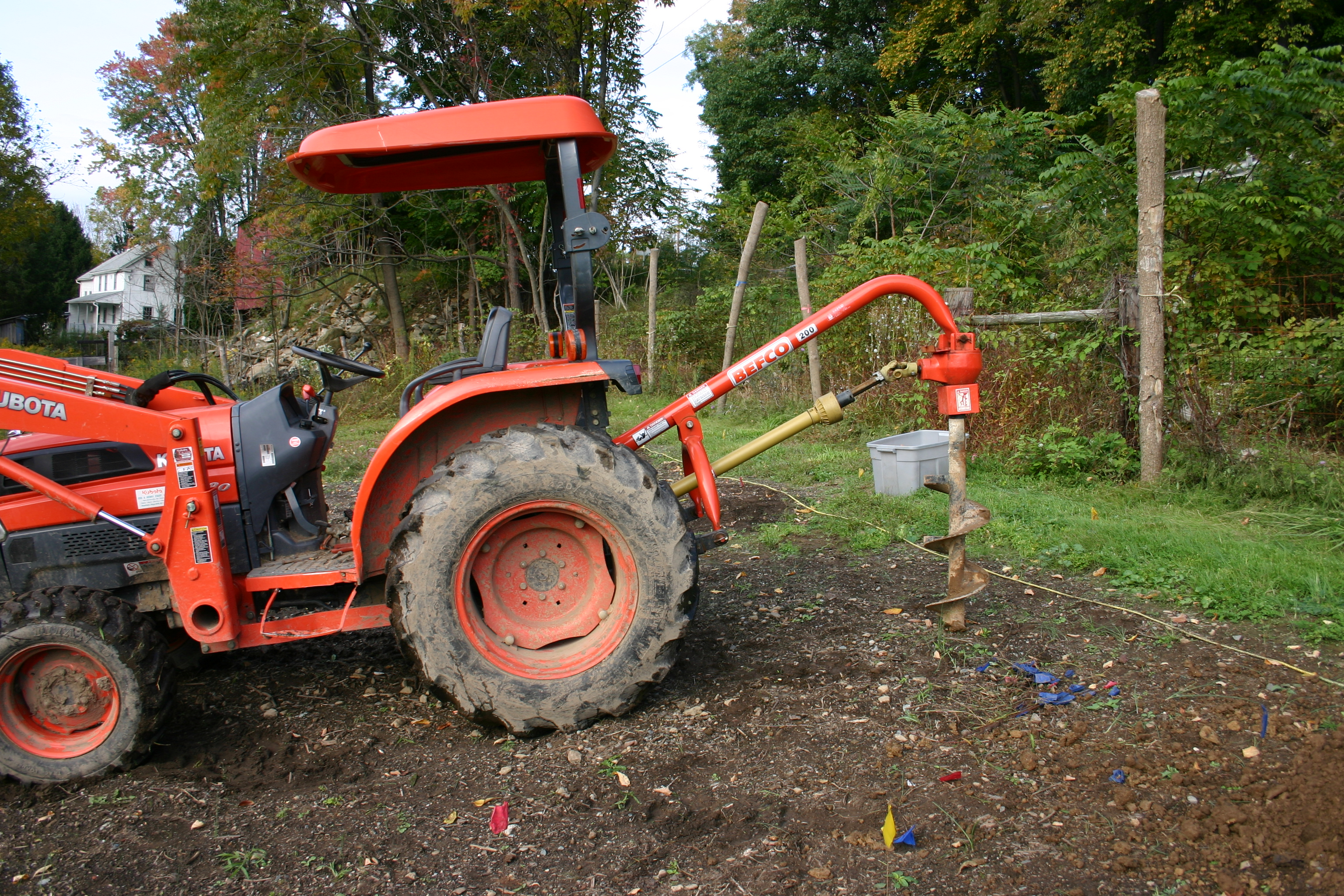
Ямобур на базе трактора

Навесные ямобуры — как следует из названия, такие ямобуры представляют собой буровое оборудование, которое навешивается на обычные строительные машины — например, на трактор или экскаватор-погрузчик. Такие ямобуры используются для бурения ям и скважин небольшой глубины, их преимущество заключается в том, что они оборудованы стрелой, и проводить работы можно в трудноспособных местах: чем длиннее стрела, тем проще добраться до вроде бы недоступной рабочей площадки. Стандартный навесной ямобур для трактора имеет следующие габариты: ширина — 780 мм, длина — 1815 мм, его масса составляет не более 200 кг.
Навесные ямобуры также могут быть различных габаритов и типов, в том числе и представлять собой мощные бурильно-крановые машины, передвигающиеся на платформах или на гусеничном ходу и предназначенные для бурения под сваи фундаментов, опоры мостов и переходов и производства других крупномасштабных промышленных работ. В таких конструкциях ямобуры помимо основного шнека могут быть оснащены приспособлениями для завинчивания винтовых свай. Именно такие навесные ямобуры применяются для сооружения строительных опор, монтажа и демонтажа опор линий электропередач и связи, переходов и мостов, а также свайных фундаментов сооружений использование ямобура подходит больше всего.